# جواد منافی
جواد منافی (زاده ۱ مهر ۱۳۴۹، بهشهر) بازیکن سابق و مربی فوتبال اهل ایران است. او سابقه بازی در فتح تهران و پرسپولیس را نیز دارد.
وی سابقه ۸ بازی و ۲ گل ملی نیز برای تیم ملی فوتبال ایران در کارنامه دارد.
جواد منافی که یکی از مدافعان چپ خوب ایران به شمار می‌رفت، در سال ۱۳۷۳ و پس از پایان مرحله گروهی مسابقات لیگ، در یک تصادف رانندگی در مسیر شمال کشور به شدت مصدوم شد و یک هفته کما رفت. پس از این رخداد او بسیار کوشید تا خود را به آمادگی پیشین برساند، اما در این راه چندان کامیاب نبود و مجبور شد در جوانی و در سن ۲۴ سالگی برای همیشه فوتبال حرفه‌ای را کنار بگذارد.